# Postplatyptilia aestuosa
Postplatyptilia aestuosa là một loài bướm đêm thuộc họ Pterophoridae. Nó được tìm thấy ở Argentina, Bolivia, Chile, Ecuador và Peru.
Sải cánh dài 17–21 mm. Con trưởng thành bay từ tháng 8 đến tháng 10.
Ấu trùng ăn Oxalis tuberosa.